# دونالد برن
دونالد برن (انگلیسی: Donald Bren؛ زادهٔ ۱۱ مهٔ ۱۹۳۲) نظامی بازنشسته، کارآفرین و مدیر ارشد اجرایی آمریکایی است، که در سال ۲۰۱۵ با دارایی خالص ۱۵٬۲ میلیارد دلار از سوی مجله فوربز در رتبه ۳۰ از فهرست ثروتمندترین افراد آمریکا قرار گرفت. وی همچنین بعنوان ثروتمندترین فرد در زمینه املاک و مستغلات در ایالات متحده شناخته می‌شود.

## نگارخانه

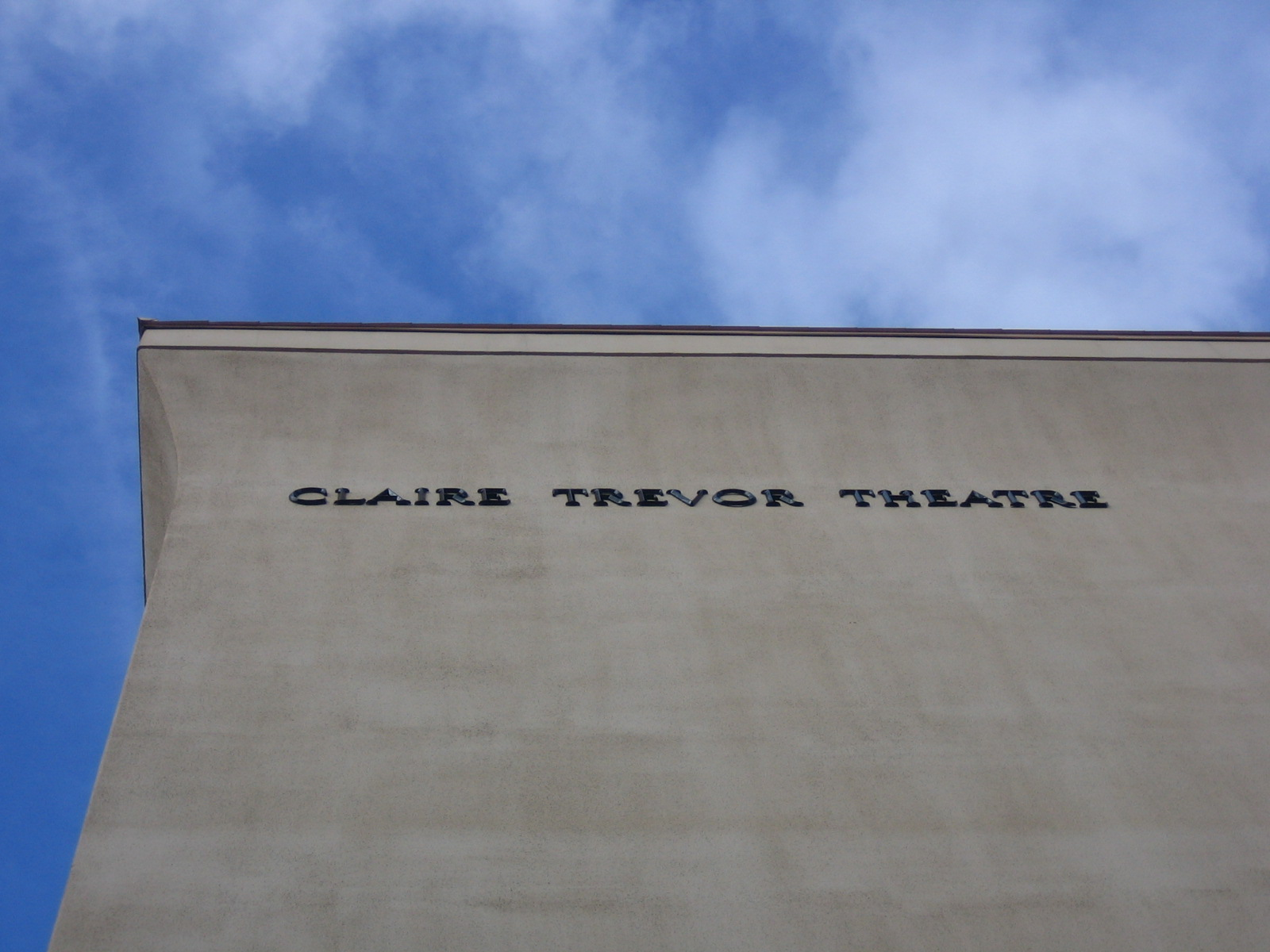
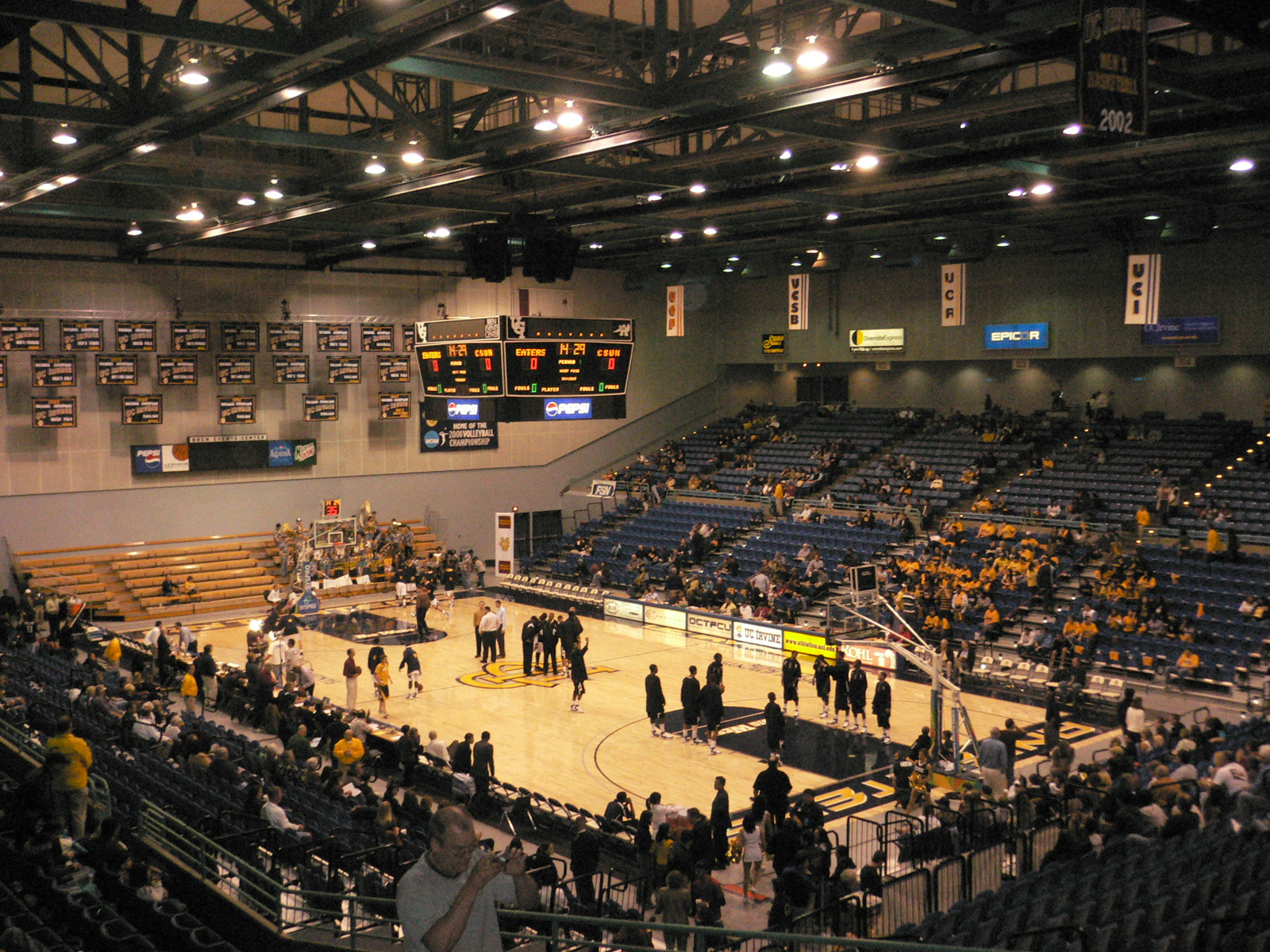
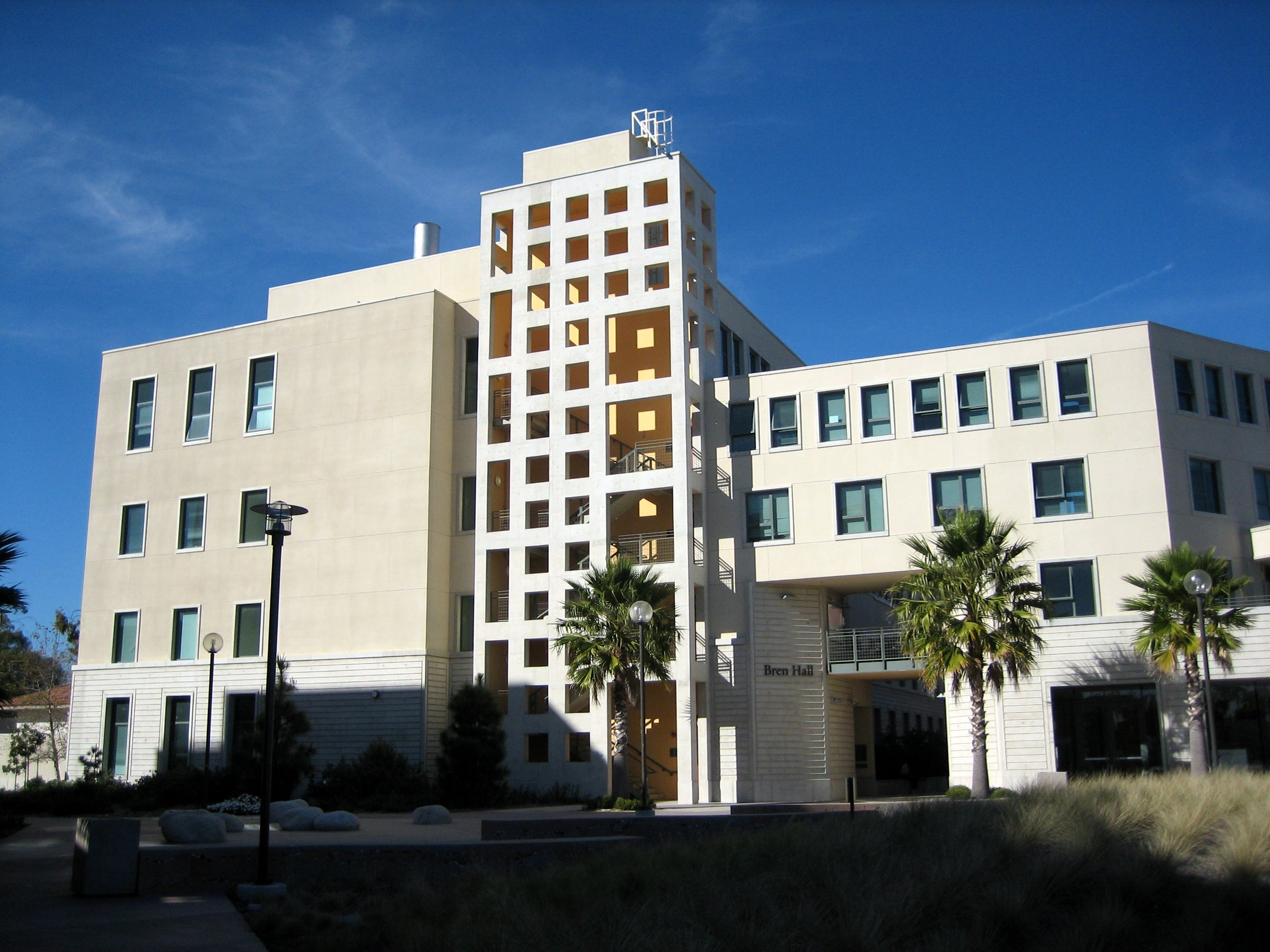